# Kanton Štrasburk-8
Kanton Štrasburk-8 (fr. Canton de Strasbourg-8) byl francouzský kanton v departementu Bas-Rhin v regionu Alsasko. Tvořila ho pouze část města Štrasburk (většina čtvrti Neudorf). Zrušen byl po reformě kantonů 2014.